# Bert Palinckx
Bert Palinckx (* 5. Februar 1962) ist ein niederländischer Jazz- und Fusionmusiker (Kontrabass, Komposition).

## Leben und Wirken
Palinckx ist seit 1980 als professioneller Musiker tätig. Er studierte Kontrabass bei Hein van de Geyn (Jazz) und Henk Stoop (Klassik). Mit dem Saxophonisten Sjoerd Rolsma und dem Schlagzeuger Jan Wirken bildete er Her Werken Trio, das 1981 das Meervaart Jazzpodium gewann und im Folgejahr ein Album bei BVHaast vorlegte. Zusammen mit seinem Bruder Jacques gründete er 1983 die Gruppe Palinckx & Palinckx, aus der sich Palinckx entwickelte, die bis 2007 bestand. Mit dieser Gruppe nahm er zwei Platten und zehn CDs auf und spielte auf zahlreichen nationalen und internationalen Festivals, darunter dem Taktlos Festival, Angelica Festival, Ulrichsberger Kaleidophon, Victoriaville, North Sea Jazz Festival und dem Jazz-Marathon Groningen. Seit 2008 spielt er in der Gruppe Vlek. Er arbeitete auch mit Cor Fuhler. Sein Spiel ist kraftvoll und dank erweiterter Techniken kreativ.
Seit 1999 ist Palickx künstlerischer Leiter des November-Musikfestivals in 's-Hertogenbosch; er fungierte auch als Mitglied verschiedener Beiräte und Jurys, darunter des Oeuvre-Preises der Johan Wagenaar-Stiftung 2012.